# Vincenzo Savarese
Vincenzo Savarese (fl. XX secolo) è stato un dirigente sportivo italiano.

## Biografia
L'ing. Savarese fu presidente della A.C. Napoli dal 1932 al 1936, poi sostituito da Achille Lauro; tornò al timone della società napoletana per pochi mesi nel 1945. Fu Commissario Straordinario della società partenopea nel gennaio 1948 per una settimana. Nei primi anni Cinquanta era ancora tra i dirigenti del Napoli Fu anche presidente della Società Sportiva Napoli, costituita nel 1944.